# Constitución de los Estados Unidos de Venezuela de 1909
La Constitución de los Estados Unidos de Venezuela de 1909 fue aprobada el 15 de agosto de ese año, siendo la primera constitución gomecista.

## Características
Gómez fue nombrado presidente provisional hasta el final del período de Castro. Los períodos presidenciales durarían cuatro años a partir del 19 de abril de 1910 y se prohibía la reelección.
Se le cambiaron los nombres a diez estados: El estado Barcelona pasó a llamarse estado Anzoátegui, el estado Guayana fue nombrado como estado Bolívar, al estado Coro se le puso estado Falcón, y así sucesivamente con los estados Lara (Barquisimeto), Monagas (Maturín), Miranda (Caracas), Nueva Esparta (Margarita), Sucre (Cumaná), Zamora (Barinas) y Zulia (Maracaibo).